# Milunka Savić
Milunka Savić CMG (en serbio cirílico: Милунка Савић; 28 de junio de 1892/10 de agosto de 1895–5 de octubre de 1973) fue una heroína de guerra serbia que luchó en las Guerras de los Balcanes y en la Primera Guerra Mundial. De acuerdo con una fuente serbia, podría ser la mujer más condecorada en la historia bélica.

## Biografía

### Carrera militar
Savić nació probablemente en 1890, en la localidad serbia de Koprivnica, cerca de Raška. En 1913 su hermano recibió una carta convocándole a una movilización para participar en la segunda guerra de los Balcanes. Savić decidió ir en su lugar, recortando su cabello y vistiendo ropa de hombre. Poco después se alistaría en el Ejército de Tierra de Serbia, donde tendría ocasión de combatir y de ganar su primera medalla. Fue promovida al rango de cabo en la batalla de Bregalnica. Comprometida en el campo de batalla, soportó varias heridas y fue solo entonces, mientras se recuperaba en el hospital, cuando su sexo salió a la luz, para sorpresa de los médicos en la sala.
En 1914, al comienzo de la Primera Guerra Mundial, Savić fue condecorada con su primera Estrella de Karađorđe con Espadas tras la batalla de Kolubara. Recibió su segunda Estrella de Karađorđe (con Espadas) tras la primera batalla del río Crna en 1916, cuando capturó, sin ayuda externa, a 23 soldados búlgaros.

### Honores militares
Savić fue condecorada, en dos ocasiones, con la Legión de Honor de Francia, con la Cruz de San Jorge de Rusia, con la medalla británica de la Muy Distinguida Orden de San Miguel, y con la medalla Miloš Obilić de Serbia. Fue la única mujer en recibir la Croix de guerre 1914-1918 de Francia, con una palma de oro por los servicios prestados durante la Primera Guerra Mundial. 

### Posguerra y últimos años

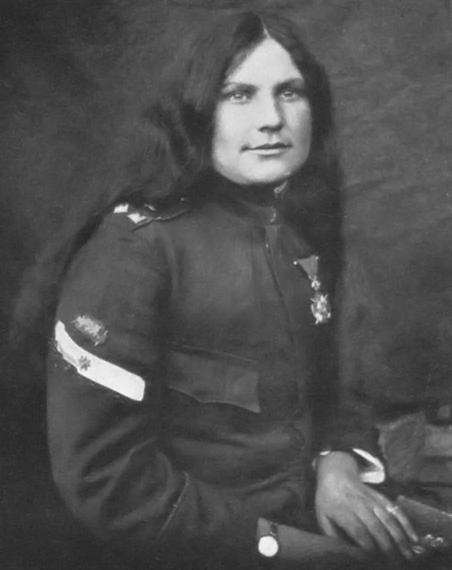
Cabo Milunka Savić.

Fue desmovilizada en 1919, y rechazó una oferta para mudarse a Francia, donde era elegible para recibir una buena pensión francesa por sus años de servicio militar. Decidió permanecer en Belgrado y consiguió trabajo en una oficina de correos. En 1923 contrajo matrimonio con Veljko Gligorijević, a quien conoció en Mostar, pero se divorció rápidamente tras el nacimiento de su hija Milena. Savić también adoptó tres hijas más. En el período de entreguerra, cayó en el olvido. Realizó varios trabajos domésticos hasta 1927, tras lo cual obtuvo un empleo estable como limpiadora en el Banco Hipotecario del Estado. Ocho años más tarde consiguió un ascenso y comenzó a limpiar en la oficina del director general de la entidad bancaria.
Durante la ocupación alemana de Serbia en la Segunda Guerra Mundial, Savić rehusó asistir a un banquete organizado por Milan Nedić, al que asistieron varios generales y oficiales de la Alemania nazi. Como resultado, fue arrestada y enviada al campo de concentración de Banjica, donde cumplió una pena de prisión de diez meses.
Con la llegada del socialismo al poder en 1945, Savić recibió una pensión estatal, y permaneció en su residencia en el barrio de Voždovac de Belgrado. Su hija mayor fue hospitalizada a finales de los años 1950, mientras vivía en una casa en ruinas en Voždovac junto a su madre y sus tres hermanas adoptivas: Milka, una niña abandonada en la estación de tren de Stalac; Radmila-Višnja; y Zorka, una huérfana de Dalmacia. Más adelante, Savić asistiría con frecuencia a las ceremonias militares de veteranos de guerra, luciendo sus medallas. Otros oficiales de la milicia hablarían con ella y se harían eco de sus hazañas en tiempos de guerra. Las noticias se extendieron como la pólvora y finalmente conseguiría reconocimiento. En 1972, gracias a la presión social y a un artículo periodístico que había denunciado su precaria situación doméstica y financiera, el gobierno le dio un pequeño apartamento en las proximidades del Congreso de Belgrado.
Falleció en Belgrado el 5 de octubre de 1973, a los 81 años, y sus restos recibieron sepultura en el cementerio de Novo groblje. Una calle de Belgrado lleva su nombre.

## Legado
En octubre de 2020 se inauguró en Jošanička Banja un complejo conmemorativo con una exposición permanente dedicada a Milunka Savić.
En 2022,la banda de power metal sueca Sabaton dedicó el tema "Lady of the Dark" a la figura de Milunka y su historia.